# 揮発油税
揮発油税（きはつゆぜい）は、揮発油税法（昭和32年4月6日法律第55号）に基づき、製造所から移出される又は保税地域から引き取られる揮発油に対して課される税金である。従来の道路特定財源の一つ。揮発油税と地方揮発油税とをあわせて、ガソリン税といわれる。

## 課税物件
揮発油税の対象となる揮発油とは、「温度15度において0.8017をこえない比重を有する炭化水素油」である。なお、灯油もこの定義には該当するが、揮発油税については免除となっている（揮発油税法第16条、第16条の2）。

## 納税義務者
揮発油税の納税義務者は、次の者である。
- 揮発油の製造者
- 揮発油の保税地域からの引取者

## 税率
本則税率
1キロリットル（=1,000リットル）当たり、24,300円
暫定税率 2008年（平成20年）5月1日から当分の間
1キロリットル（=1,000リットル）当たり、48,600円
1993年（平成5年）12月1日から2008年（平成20年）3月31日までの間、租税特別措置法（昭和32年法律26号）第89条第2項の規定により、倍額の48,600円が適用されていたが、ガソリン国会により2008年（平成20年）4月中は失効していた。その後再度改正により暫定税率は復活している。
また、沖縄県については、沖縄の復帰に伴う特別措置に関する法律（昭和46年法律第129号）、沖縄の復帰に伴う国税関係法令の適用の特別措置等に関する政令（昭和47年政令第151号）に基づき、揮発油税は42,277円と、本州に比べて安くなっている。

## 沿革

### 制度
戦前
- 1937年（昭和12年）4月、代用燃料生産を助長する目的で創設。税率13円20銭/リットル
- 1940年（昭和15年）4月、税率34円45銭/リットルに引き上げ
- 1943年（昭和18年）7月、石油専売法の施行によりガソリンが配給制となり課税廃止

戦後
- 1949年（昭和24年）5月、揮発油税復活。当時代用燃料車がガソリン車に比し割高であったのでそれとの均衡及び財源の確保等の見地から復活。従価税。
- 1951年（昭和26年）1月、従量税に（税率11,000円/キロリットル）

道路特定財源となって以降

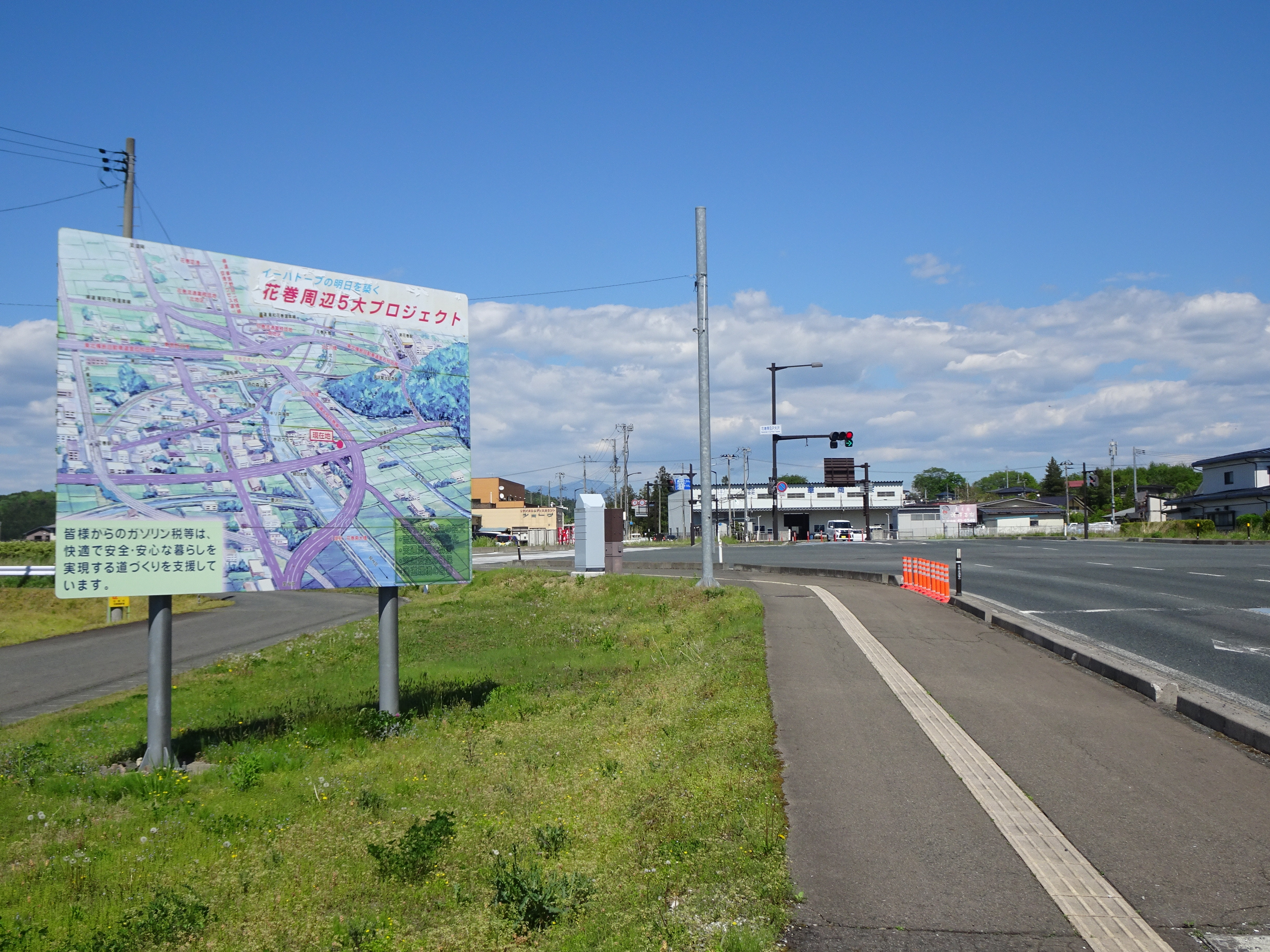
揮発油税が道路特定財源であった当時に設置された岩手県花巻市の都市計画説明板（道づくりに揮発油税などが使われていることが表記されている。）

- 1954年（昭和29年）4月、道路特定財源となる。税率13,000円/キロリットルに引き上げ

この間幾度かの税率引き上げあり
- 1955年（昭和30年）8月、ガソリンに揮発油税のほかに、地方道路税が課せられるようになった。ガソリン税を参照のこと
- 1964年（昭和39年）4月、揮発油税法改正により24,300円/キロリットルに引き上げ

この間、他の道路関係税創設、自然増収等により大きな制度改定なし
- 1974年（昭和49年）4月、第7次道路整備五箇年計画の財源確保のため「暫定的」に29,200円/キロリットルに引き上げ（租税特別措置法改正により）
- 1976年（昭和51年）7月、租税特別措置法改正により36,500円/キロリットルに引き上げ
- 1979年（昭和54年）6月、租税特別措置法改正により45,600円/キロリットルに引き上げ
- 1984年（昭和59年）12月、代替ガソリンにもガソリン税が課税開始（租税特別措置法改正）
- 1993年（平成5年）12月、租税特別措置法改正により48,600円/キロリットルに引き上げ（2007年（平成19年）度末までの暫定措置）
- 2008年（平成20年）
  - 4月、24,300円/キロリットルに引き下げ（租税特別措置法による暫定税率の期限切れ）
  - 5月、租税特別措置法改正により48,600円/キロリットルに引き上げ（暫定税率を復活）

本項は『道路行政』（全国道路利用者会議）などを参考とした。

### 税収の推移
財務省の統計を参照（単位:100万円。単位未満切捨て）。決算ベース。
注：道路整備特別会計直入分とは、道路整備特別会計法（昭和33年法律第35号）第3条の2の規定により、揮発油税の収入のうち道路整備費の財源等の特例に関する法律第五条第二項に定める額に相当するものは、同項に規定する地方道路整備臨時交付金の交付に要する費用の財源に充てるため、一般会計の収入とせず、直接道路整備特別会計の収入としたもの。2009年（平成21年）以降は、道路整備特別会計の廃止により消滅。2008年（平成20年）以前の財務省の統計を見るときは、揮発油税の収入が2つに分かれているので注意が必要である。この表でも2008年度以前の左側の数値は一般会計分であり、直入分と合計したものが全体の税収である。
- 1997年（平成9年）度  1,926,065 道路整備特別会計直入分657,000
- 1998年（平成10年）度 1,998,244 道路整備特別会計直入分665,400
- 1999年（平成11年）度 2,070,652 道路整備特別会計直入分671,600
- 2000年（平成12年）度 2,075,186 道路整備特別会計直入分693,400
- 2001年（平成13年）度 2,098,103 道路整備特別会計直入分715,500
- 2002年（平成14年）度 2,126,266 道路整備特別会計直入分710,200
- 2003年（平成15年）度 2,182,106 道路整備特別会計直入分703,300
- 2004年（平成16年）度 2,191,036 道路整備特別会計直入分707,200
- 2005年（平成17年）度 2,167,598 道路整備特別会計直入分740,800
- 2006年（平成18年）度 2,117,375 道路整備特別会計直入分738,300
- 2007年（平成19年）度 2,110,543 道路整備特別会計直入分709,900
- 2008年（平成20年）度 1,889,385 道路整備特別会計直入分682,500
- 2009年（平成21年）度 2,715,189
- 2010年（平成22年）度 2,750,101
- 2011年（平成23年）度 2,648,399
- 2012年（平成24年）度 2,621,915
- 2013年（平成25年）度 2,574,263
- 2014年（平成26年）度 2,486,350
- 2015年（平成27年）度 2,464,555
- 2016年（平成28年）度 2,434,237
- 2017年（平成29年）度 2,396,225
- 2018年（平成30年）度 2,347,842
- 2019年（令和元年）度 2,280,815
- 2020年（令和 2年）度 2,058,244
- 2021年（令和 3年）度 2,076,178

## その他
暫定税率であること、税率が消費税等に比べて非常に高いことなどから、重税感を訴える者も多い。さらに、消費税との二重課税についても消費税導入当初、税率引き上げ時から大いに問題視されている。ただし揮発油税はガソリンを精製する際に課される税金であり、それはガソリンの原価を構成するものなので、その取引には消費税が課される。
一方では、受益と負担の関係が明確であることを評価するものもある。2006年（平成18年）に行われた「道路特定財源見直し議論」の際に、石油連盟が「受益者負担の観点から特定財源の一般化への反対。また、財源に余剰が生じているから、まず現在の暫定税率を元に戻すべき」と主張した。（道路特定財源制度の記事を参照）
ヨーロッパ各国と比較すると、日本の揮発油税率は低い。さらに従価税ではなく従量税であるため、ガソリン税額は原油価格の高騰に正比例せず、原油価格の高騰に伴う“痛み”を平準化させている側面を持つ。